# Neoscona orientalis
Neoscona orientalis là một loài nhện trong họ Araneidae.
Loài này thuộc chi Neoscona. Neoscona orientalis được Arthur T. Urquhart. miêu tả năm 1887.